# Дорнени (Вултурени)
Дорнени (рум. Dorneni) насеље је у Румунији у округу Бакау у општини Вултурени. Oпштина се налази на надморској висини од 303 m.

## Становништво
Према подацима из 2002. године у насељу је живело 99 становника, од којих су сви румунске националности.